# Liangyuan
Liangyuan (en chino, 梁园区; pinyin, Liángyuán) es un distrito urbano bajo la administración directa de la Prefectura  Shangqiu  en la Provincia de Henan, República Popular China.  Su área es de 692 km² y su población total para 2020 superó los 630 mil  habitantes. 

## Administración
Desde diciembrede 2024, el  Distrito Liangyuan   se divide en 19 pueblos  administrados  en 9 subdistritos,   6 poblados y 4 villas.

## Toponimia
El topónimo Liangyuan significa "Jardin Liang". "Liang" es en última estancia de lo queda de territorio de lo que alguna vez fue el Estado Liang (梁国), un reino vasallo durante la dinastía Han Occidental. El Jardín Liang como tal fue un famoso complejo y parque real, descrito en textos clásicos como símbolo de opulencia.
.